# Stéphanie Volle
Stéphanie Volle (* 10. Mai 1979 in Montpellier) ist eine ehemalige französische Volleyballspielerin.

## Karriere Hallenvolleyball
Volle spielte von 1995 bis 1997 am Nationalen Institut des Sports, der Expertise und der Leistung. Mit den besten U20-Spielerinnen Frankreichs erreichte sie während dieser Zeit das Halbfinale bei den kontinentalen Titelkämpfen in der Türkei. Von 1997 bis 2001 war sie bei den französischen Vereinen USSPA Albi Volley-Ball, Châtelaillon-Plage Volley-Ball und VBC Wattignies aktiv.
2001 wechselte Volle zu Gazelec Béziers. In den ersten beiden Spielzeiten wurde der Verein Fünfter und Vierter in der französischen A-Liga. Bei den World University Games 2003 in Daegu stand La Grande Nation im Halbfinale. In den folgenden Jahren bis einschließlich 2007 erreichte die in der südfranzösischen Stadt beheimatete Mannschaft zwei Mal das Pokalhalbfinale und belegte einmal den Bronzerang in der höchsten Spielklasse des Landes. Mit der Auswahl Frankreichs nahm Volle während dieser Zeit an den Studentenweltmeisterschaften und den Mediterranean Games 2005 teil.
Zwei Jahre später stand die Französin zusammen mit ihrer Freundin Séverine Liénard in Deutschland unter Vertrag. Mit NA. Hamburg gelang im ersten Spieljahr gleich das Erreichen des Endspiels im DVV-Pokal. 2009 erreichte der Hamburger Volleyballverein noch einmal das Halbfinale im deutschen Pokal und wurde Vierter in der Bundesliga. Im gleichen Spieljahr wurde die Französin mit ihrer Nationalmannschaft Vierte der European Golden League. 2010 beendete Volle ihre Profi-Karriere und kehrte nach Frankreich zurück.